# Yurungkax He
Yurungkax He (kinesiska: 玉龙喀什河) är ett vattendrag i Kina. Det ligger i den autonoma regionen Xinjiang, i den nordvästra delen av landet, omkring 870 kilometer sydväst om regionhuvudstaden Ürümqi.
Genomsnittlig årsnederbörd är 48 millimeter. Den regnigaste månaden är juni, med i genomsnitt 17 mm nederbörd, och den torraste är april, med 1 mm nederbörd.